# Allium filidens
Allium filidens — вид рослин з родини амарилісових (Amaryllidaceae); поширений від Середньої Азії до Пакистану.

## Опис
Рослини до 45 см заввишки. Цибулина яйцювата, ≈ 2 см завширшки; зовнішні оболонки бурі. Листків 2–4, коротші від стеблини, лінійні, жолобчасті, 1–3 мм завширшки, від голих до злегка лускатих. Зонтики півсферичні, багатоквіткові. Оцвітина дзвінчаста. Листочки оцвітини ланцетні, ≈ 4 мм завдовжки, гострі, кожна з зеленою жилкою.

## Поширення
Поширення: Афганістан, Казахстан, Киргизстан, Пакистан, Таджикистан, Узбекистан.